# Орден Сикатуны
Орден Сикатуна — государственная награда Филиппин за дипломатические заслуги.

## История
Орден был основан 27 февраля 1953 года на основании Приказа № 571, изданного президентом Эльпидио Кирино, в память о Сандуго — первом кровном договоре, заключённом между испанским конкистадором Мигелем Легаспи и дату Сикатуной, вождём филиппинского острова Бохол, 16 марта 1565 года.

## Статут
Орден Сикатуна вручается дипломатам, чиновникам и иностранным гражданам за особые, исключительные и достойные заслуги перед Республикой Филиппины, которые оказали заметное влияние в содействии, развитии и укреплении отношений между своей страной и Филиппинами.
Орден Сикатуна также вручается сотрудникам Министерства иностранных дел Филиппин.
Орден может быть присужден министром иностранных дел Филиппин от имени и с разрешения Президента Филиппин.

## Степени
- Орденская цепь — вручается действующим и бывшим главам иностранных государств
- Кавалер Большого креста в золоте или серебре — вручается членам королевских домов, вице-президентам, председателям парламента, председателям Верховного суда, министрам иностранных дел, послам, или гражданам аналогичных рангов.
- Гранд-офицер
- Командор
- Офицер
- Кавалер

| Орденские планки | Орденские планки | Орденские планки | Орденские планки | Орденские планки        |
| ---------------- | ---------------- | ---------------- | ---------------- | ----------------------- |
| Кавалер          | Офицер           | Командор         | Гранд-офицер     | Кавалер Большого креста |

## Описание
Орденская цепь золотая, состоит из чередующихся овальных прорезных звеньев в виде жёлтой эмали восходящего филиппинского солнца над волнами синей эмали, золотого морского льва, выходящего из волн синей эмали, свитка белой эмали с золотым стилом поверх него. Овальное прорезное центральное звено с изображением государственного герба Филиппин в цветных эмалях. К центральному звену через переходное звено в виде лаврового венка зелёной эмали прикреплён знак ордена, наложенный на филиппинское солнце.
Знак ордена — мальтийский крест красной эмали с золотым бортиком и золотой внутренней каймой. Между плечами креста изображение золотого морского льва, выходящего из синих волн. В центре креста круглый медальон с каймой красной эмали, ограниченной золотыми бортиками. В медальоне на белой эмали воспроизведён ритуал сандуго — две руки с ножами над золотой чашей, над руками изображение филиппинского солнца.
Знак при помощи переходного звена в виде лаврового венка зелёной эмали крепится к орденской ленте.
Звезда ордена включает знак ордена, наложенный на филиппинское солнце (восьмиконечную многолучевую звезду).